# TUC
TUC (произнася се Тук) е търговска марка за крекери от Белгия, продавани в Европа, Азия, Северна Америка и Северна Африка.
Солените бисквити имат осмоъгълна форма (като правоъгълник с отрязани ръбове) и са в златист цвят. Леки дупчици (предотвратяват създаването на балончета, по време на печенето) изписват името TUC (Trades Union Corporation – Корпорация на търговския съюз). В англоговорещите страни на Европа крекерите се разпространяват от Jacob Fruitfield Food Group (част от Valeo Foods Group), а в останалите европейски държави – от Mondelēz International.
Крекерите се използват в серия шоколадени блокчета на Milka, които съдържат обичаен млечен шоколад с мини бисквити TUC от двете страни.

## Видове
Списък на видовете крекери, предлагани от TUC:
- Оригинал (солени)
- Мини TUC – оригинал
- TUC Сандвич с кашкавал – два слепени крекера с кашкавален пълнеж
- TUC Барбекю
- TUC Лук и сметана
- TUC Бекон
- TUC Чесън и подправки
- TUC Паприка
- TUC Розмарин и маслини

Крекерите TUC се разпространяват и в България.